# Bangkok-Suvarnabhumis flygplats
Bangkok-Suvarnabhumis flygplats (IATA: BKK, ICAO: VTBS) (thai: ท่าอากาศยานสุวรรณภูมิ, uttalas: su-wan-na-poom) eller Suvarnabhumi Airport är Bangkoks internationella flygplats.

## Bakgrund
Flygplatsen öppnades officiellt för viss inrikestrafik den 15 september 2006 och för resterande inrikestrafik samt all internationell trafik den 28 september.     
Flygplatsen är för närvarande flygnav för fem flygbolag: Thai Airways International, Bangkok Airways, Orient Thai Airlines, PBair och Thai AirAsia.
Flygplatsen ligger i Ratcha Thewa i distriktet Bang Phli i provinsen Samut Prakan cirka 25 km öster om centrala Bangkok.  Namnet ’’Suvarnabhumi’’ valdes av kungen Bhumibol Adulyadej och refererar till ’’det gyllene konungariket’’ som tros ha funnits någonstans i Sydostasien. 
Flygplatsen har världens högsta kontrolltorn på en höjd av 132,2 meter.  
Flygplatsen har också:
- 130 passkontroller för anländande och 72 för avgående.
- 26 tullkontroller för anländande och 8 för avgående.
- 22 bagageband
- 360 checkindiskar + 100 för resande utan bagage.
- 102 hissar
- 83 rulltrappor
- 107 rullband

## Destinationer
Från Skandinavien flyger: 
| Flygbolag                  | Destination                                   |
| -------------------------- | --------------------------------------------- |
| Scandinavian Airlines      | Köpenhamn                                     |
| Thai Airways International | Köpenhamn, Stockholm-Arlanda, Oslo-Gardermoen |
| Norwegian Air Shuttle      | Köpenhamn, Stockholm-Arlanda, Oslo-Gardermoen |